# 北卡罗来纳州州务卿
北卡罗来纳州州务卿是该州政府行政部门的民选宪法官员，在州长继任顺位中列第四。其职责包括维护州议会官方记录、监管土地档案、注册公司及执行部分商业法规。现任州务卿为民主党人伊莱恩·马歇尔，是首位当选该职务的女性。
该职位最早可追溯至1665年设立的卡罗来纳殖民地秘书，1776年正式设为州政府职务。自1868年起，州务卿由民众选举产生，任期四年。其职责由法规设定，历年来有所变动。与美国其他州同类官员相比，该州州务卿职权相对较弱，且不负责选举事务。州务卿领导州务卿办公室，并且担任北卡罗来纳州州务委员会成员。

## 职位历史
1665年，卡罗来纳省的领主设立了“卡罗来纳殖民地秘书”一职。首任秘书理查德·科布斯罗普从未踏足美洲，但其后的23位秘书大多曾前往卡罗来纳。1675年起，该职位开始由英王任命，主要负责与土地所有权相关的文书事务。1776年美国发表《独立宣言》后，北卡罗来纳州制定宪法，规定由州议会“每三年任命一名州务卿”。同年12月，议会任命詹姆斯·格拉斯哥为州务卿，并于次年再次任命。他在任20余年，后因被指控伪造土地证书而辞职。威廉·希尔自1811年起担任州务卿直至1857年，为20世纪之前在任时间最长者。1831年州议会大楼失火时，他成功抢救了大量重要档案。1835年通过的宪法修正案将州务卿任期由三年缩短为两年。
北卡罗来纳州于1868年制定新宪法，规定州务卿由民选产生，任期四年且不设连任限制。其中萨德·A·厄尔自1936年起担任州务卿直至1989年卸任，创下最长任期纪录。历任州务卿大多来自该州东部，1989年宣誓就职的鲁弗斯·L·埃德米斯坦是首位来自西部的州务卿。1996年，州长任命贾尼丝·H·福克纳接替辞职的埃德米斯坦，成为首位担任该职的女性。伊莱恩·马歇尔于1997年上任，是北卡历史上首位经选举产生的女性全州行政官员。自1971年《行政机构重组法》通过以来，州务卿的办公机构定名为“州务院”。
州务卿的职责由法规设定且历经演变。自殖民时期设立起至1957年，该职位负责颁发土地授权证。1831年，州务卿一度兼任州图书馆馆长。1868年，统计、农业与移民局划归州务卿办公室，直至1877年设立独立的农业部为止。该职位有时还负责监管保险、机动车登记及征收州燃油稅。在20世纪60年代州议会迁至州立法大楼并配备专业人员之前，州务卿负责协助议会处理多项事务，包括在立法会议厅分配座位、在法案和决议批准前将其登记、以及为会议法律编制索引和印刷。1968年，宪法研究委员会曾建议由州长任命州务卿，以缩短选票、减轻选民负担，但该建议在1971年宪法修订时被议会否决。1971至1972年间，该州选举委员会曾短暂隶属于州务院。

## 权责与架构
州务卿是宪法官员。根据《北卡罗来纳州宪法》第三章第七节规定，州务卿由选民每四年一次普选产生，不设任期限制。如出现职位空缺，州长有权任命继任者，直至下次州议会选举时由选民选出正式人选。根据宪法第三章第八节，州务卿是州务委员会成员，负责安排该委员会的会议日程与议题。此外州务卿还依法兼任地方政府委员会及资本规划委员会成员，在州长继任顺位中排第四。
从历史上看，北卡罗来纳州的州务卿比美国其他同时代的州务卿都要弱。与多数州由州务卿负责选举事务不同，北卡的选举由州选举委员会独立管理。州务卿在选举中的职责包括保存由选举委员会提交的正式选举结果副本，并负责组织召开四年一度的总统选举人会议。州务卿还需出席州议会以接收通过的法律，并保存参众两院的官方记录。此外州务卿负责执行《北卡罗来纳州证券法》和《统一商法典》，负责注册公司及商标，管理土地档案，并登记立法游说集团。州务卿具有权调查游说违规行为，并可对其处以不超过5,000美元的民事处罚。州务卿还负责委任公证人，并可为公职人员及执法人员主持宣誓就职仪式。此外，州务卿还出席卸任州长向继任者交接该州印玺的仪式。
州务卿办公室下设多个部门与科室，其中包括公司注册部门、出版事务部门、证券事务部门、商标部门、《统一商法典》部门、认证部门、慈善募捐许可部门、土地档案部门、游说合规处以及公证人部门。截至2025年1月，该机构共有167名员工，均依据《州人力资源法》聘用。与所有州务委员会成员相同，州务卿的薪酬由州议会决定，任期内不得削减。截至2025年，州务卿年薪为168,384美元。

## 州务卿列表
| 位次 | 州务卿 | 州务卿                     | 在任时间        | 党派   | 来源          |
| ---- | ------ | -------------------------- | --------------- | ------ | ------------- |
| 1    |        | 詹姆斯·格拉斯哥            | 1776年 – 1798年 | 不適用 | [ 3 ]         |
| 2    |        | 威廉·怀特                  | 1798年 – 1811年 | 不適用 | [ 3 ]         |
| 3    |        | 威廉·希尔                  | 1811年 – 1857年 | 不適用 | [ 5 ]         |
| 4    |        | 鲁弗斯·H·佩奇              | 1857年 – 1862年 | 不適用 | [ 3 ]         |
| 5    |        | 约翰·P·H·拉斯              | 1862年 – 1865年 | 不適用 | [ 3 ]         |
| 6    |        | 查尔斯·R·托马斯            | 1865年          | 不適用 | [ 3 ]         |
| 7    |        | 罗伯特·W·贝斯特            | 1866年 – 1868年 | 不適用 | [ 3 ]         |
| 8    |        | 亨利·J·门宁格              | 1868年 – 1873年 | 共和党 | [ 30 ]        |
| 9    |        | 威廉·H·豪尔顿              | 1873年 – 1877年 | 共和党 | [ 30 ]        |
| 10   |        | 约瑟夫·阿道弗斯·恩格尔哈德 | 1877年 – 1879年 | 民主党 | [ 30 ]        |
| 11   |        | 威廉·L·桑德斯              | 1879年 – 1891年 | 民主党 | [ 30 ]        |
| 12   |        | 奥克塔维斯·科克            | 1891年 – 1895年 | 民主党 | [ 30 ]        |
| 13   |        | 查尔斯·M·库克              | 1895年 – 1897年 | 民主党 | [ 30 ]        |
| 14   |        | 赛勒斯·汤普森              | 1897年 – 1901年 | 人民党 | [ 30 ] [ 31 ] |
| 15   |        | 约翰·布赖恩·格兰姆斯       | 1901年 – 1923年 | 民主党 | [ 30 ]        |
| 16   |        | 威廉·N·埃弗里特            | 1923年 – 1928年 | 民主党 | [ 30 ]        |
| 17   |        | 詹姆斯·A·哈特尼斯          | 1928年 – 1933年 | 民主党 | [ 30 ]        |
| 18   |        | 斯泰西·W·韦德              | 1933年 – 1936年 | 民主党 | [ 30 ]        |
| 19   |        | 查尔斯·G·鲍威尔            | 1936            | 民主党 | [ 30 ]        |
| 20   |        | 萨德·A·厄尔                | 1936年 – 1989年 | 民主党 | [ 7 ]         |
| 21   |        | 鲁弗斯·L·埃德米斯坦        | 1989年 – 1996年 | 民主党 | [ 32 ]        |
| 22   |        | 贾尼丝·H·福克纳            | 1996年 – 1997年 | 民主党 | [ 33 ]        |
| 22   |        | 伊莱恩·马歇尔              | 1997年至今      | 民主党 | [ 2 ]         |

## 引用著作

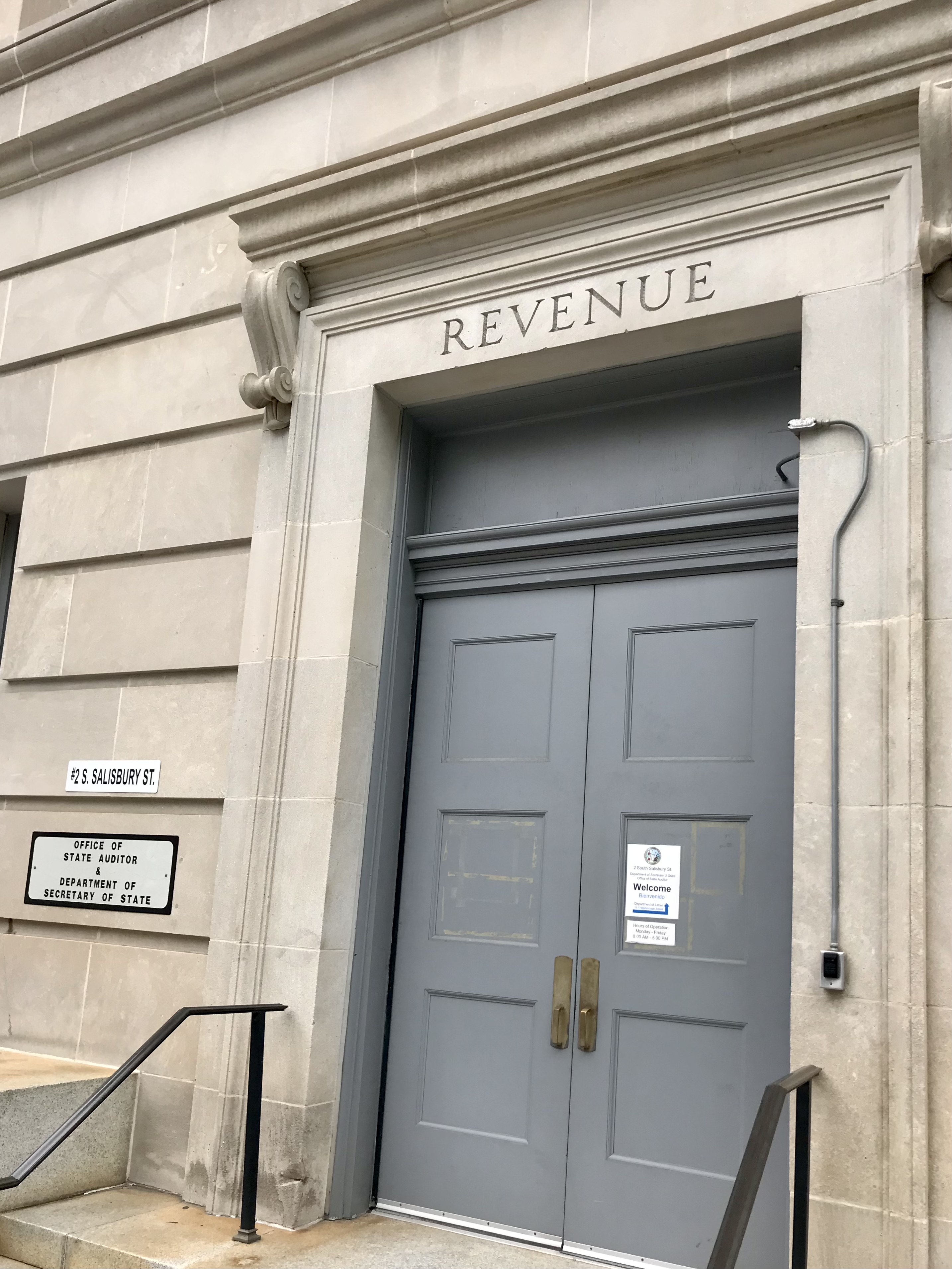
国务卿办公室位于罗利市南索尔兹伯里街2号的税务大楼（如图）

- Betts, Jack.  (PDF). North Carolina Insight. August 1989: 2–20.
- Cheney, John L. Jr. (编).  revised. Raleigh: North Carolina Secretary of State. 1981. OCLC 1290270510.
- Cooper, Christopher A.; Knotts, H. Gibbs (编). . Chapel Hill: University of North Carolina Press. 2012. ISBN 9781469606583.
- Fleer, Jack. . University Press of America. 2007. ISBN 9780761835646.
- Fleer, Jack D. . Lincoln: University of Nebraska Press. 1994. ISBN 9780803268852.
- Guillory, Ferrel.  (PDF). N.C. Insight (N.C. Center for Public Policy Research). June 1988: 40–44.
- . Raleigh: North Carolina Department of the Secretary of State. 2011. OCLC 2623953.
- Orth, John V.; Newby, Paul M.  second. Oxford University Press. 2013. ISBN 9780199300655.
- Potter, William H. Jr. . Popular Government 40 (4) (UNC Institute of Government). 1975: 27–30.